# Jesse Marlow
Jesse Marlow, né en 1978 à Melbourne en Australie, est un photographe australien spécialisé dans la photographie de rue, ainsi que dans la photographie éditoriale et commerciale. Son travail personnel a été publié dans plusieurs ouvrages et exposé dans de nombreuses expositions en Australie et à l'international. Ses œuvres font partie des collections publiques de la ville de Melbourne et de la Bibliothèque d'État de Victoria. En 2011, il a remporté le premier prix du London Street Photography Festival et, en 2012, le Bowness Photography Prize.

## Biographie
Jesse Marlow a grandi à Melbourne, où il a été influencé dès son plus jeune âge par le livre Subway Art (1984), documentant le mouvement graffiti de New York. Cette inspiration l'a conduit à photographier les graffitis de Melbourne pendant une décennie. Il a ensuite suivi une formation en photographie dans un collège commercial, où il a découvert les œuvres de photographes tels que Robert Frank, Henri Cartier-Bresson et Alex Webb, qui ont profondément influencé sa pratique artistique.

## Oeuvres majeures
- Centre Bounce: Football from Australia's Heart, 2003 : ce livre documente les carnavals de football australien dans les communautés aborigènes du Territoire du Nord, reflétant la passion et l'engagement pour ce sport dans ces régions reculées[3].
- Wounded, Melbourne, Sling Shot, 2005 : série de photographies en noir et blanc capturant des individus vaquant à leurs occupations quotidiennes malgré des blessures visibles, illustrant la résilience humaine face aux défis physiques[4].
- Don't Just Tell Them, Show Them,  2014 : ce recueil en couleur présente des scènes de rue capturées sur une période de neuf ans, mettant en lumière des moments inattendus et poétiques de la vie urbaine.
- Second City, 2021 : publié pendant la pandémie de COVID-19, ce livre explore les rues de Melbourne à travers des photographies en noir et blanc, offrant une perspective intemporelle sur la ville.

## Expositions (sélection)
- Anything Can Happen and Probably Will, Leica Gallery, Sydney, 2017.
- Jesse Marlow: Street Photographer, Horsham Regional Art Gallery, 2016.
- Wounded, Lamington Drive, Melbourne, 2015.
- City of Whitehorse 20 Year Anniversary Commission, Artspace, Box Hill, 2014.
- Don't Just Tell Them, Show Them – Part 3, Anna Pappas Gallery, Melbourne, 2012.

## Distinctions
- 2006 : sélectionné pour le Joop Swart Masterclass de la World Press Photo.
- 2011 : lauréat du International Street Photography Award au London Street Photography Festival.
- 2012 : vainqueur du Bowness Photography Prize, Monash Gallery of Art, Melbourne.